# Antidesma laurifolium
Antidesma laurifolium är en emblikaväxtart som beskrevs av Airy Shaw. Antidesma laurifolium ingår i släktet Antidesma och familjen emblikaväxter. Inga underarter finns listade i Catalogue of Life.